# 창투 철로
창투 철로(중국어 간체자: 长图铁路, 정체자: 長圖鐵路)는 중화인민공화국 철도부의 철도 노선으로 지린성 창춘시와 투먼 시를 연결한다. 전구간이 선양철도국에 의하여 운영되고 있다. 이 노선은 중화인민공화국과 조선민주주의인민공화국을 연결하는 주요 노선의 하나이다.

## 노선정보
- 구간과 거리: 창춘 역~투먼 역 529km
- 역수: 63개(양단역 포함)
- 궤도간격: 1,435mm(표준궤)

## 역사 및 연혁
러일 전쟁이후 일본은 간도 협약의 결과 '길회철로(吉會鐵路)'의 부설권을 획득하여 지린성 지린시와 함경북도 회령시 구간에 철도건설을 추진하였으나, 건설반대운동이 일어나 철도건설은 좀처럼 진척되지 못하였다. 그 후에 일본과 중국의 합작으로 사철회사 덴토경편철로(天圖輕便鐵路)가 설립되고 카이산툰 역(開山屯驛)~자오양추안 역(朝陽川驛)~로우터우꺼우 역(老頭溝驛) 구간 및 자오양추안 역~옌지 역(延吉驛) 구간이 1923년 10월 14일에 개통되었다.
만주국 수립 이후에 이 구간은 국유화되었고 1933년 5월에 만주국유철도 징투선(京圖線)으로 전구간이 개통되었다. 현재 로우터우꺼우 역과 옌지 역 구간은 과거의 덴토경편철로(天圖輕便鐵路) 노선에 해당된다. 그 후에 투먼 시와 남양역 사이의 철교가 완성되어 이 노선은 북선동부선(현재의 함북선의 일부)과 연결되었고, 동해를 거쳐서 일본과 만주국을 연결하는 중요한 경로가 되었다.
제2차 세계대전이 끝난 후 만주국의 붕괴로 본선은 창투 선으로 개칭되었는데, 그 중요성이 저하되어 현재는 국제여객열차가 운행되지 않는다.

## 주요역
창춘 - 주타이 - 지린 - 자오허 - 바이스산 - 황니허 - 둔화 - 다스터우 - 안투 - 차오양촨 - 옌지 - 투먼

## 역
- 창춘 역 : 징하 철로, 하다 철로, 창바이 철로
- 지린 역 : 선지 철로
- 라파 역：라방 철로
- 차오양촨 역 : 차오카이 철로
- 투먼 역 : 투자 철로

## 같이 보기
- 남만주철도

## 참고
1. ↑  일본어 덴토경편철도 문서